# Alexei Wladimirowitsch Gluchow
Alexei Wladimirowitsch Gluchow (russisch Алексей Владимирович Глухов; * 5. April 1984 in Woskressensk, Russische SFSR) ist ein russischer Eishockeyspieler, der zuletzt beim HK Sibir Nowosibirsk in der Kontinentalen Hockey-Liga unter Vertrag stand.

## Karriere
Alexei Gluchow begann seine Karriere als Eishockeyspieler in seiner Heimatstadt in der Nachwuchsabteilung von Chimik Woskressensk, für dessen Profimannschaft er in der Saison 2001/02 sein Debüt in der Wysschaja Liga, der zweiten russischen Spielklasse, gab. In der folgenden Spielzeit gelang ihm mit seiner Mannschaft der Aufstieg in die Superliga. Die Saison 2004/05 begann der Flügelspieler zunächst erneut in Woskressensk, wobei er parallel für den Zweitligisten Kristall Elektrostal auflief. Im Laufe der Spielzeit ging er jedoch nach Nordamerika, wo er für die Victoria Salmon Kings in 32 Spielen fünf Tore erzielte und zwölf Vorlagen gab. Zudem kam er zu drei Einsätzen für die Springfield Falcons in der American Hockey League.
Zur Saison 2005/06 kehrte Gluchow in seine russische Heimat zurück und unterschrieb einen Vertrag bei Chimik Moskowskaja Oblast. Von 2006 bis 2008 spielte er für dessen Superliga-Rivalen Sewerstal Tscherepowez. Ab der Saison 2008/09 stand er in der neu gegründeten Kontinentalen Hockey-Liga für Atlant Mytischtschi auf dem Eis, wie sein Ex-Klub Chimik Moskowskaja Oblast seit dessen Aufnahme in die KHL heißt.
Im Mai 2012 wechselte er zu Salawat Julajew Ufa, wo er einen Vertrag über drei Jahre Laufzeit unterschrieb. Nach Ablauf dessen wechselte er im Juni 2015 zum HK Awangard Omsk und stand dort bis November 2016 unter Vertrag. Anschließend spielte er für den HK Sibir Nowosibirsk und absolvierte 31 Spiele bis Saisonende für Sibir.

### International
Für Russland nahm Gluchow 2011 an der Euro Hockey Tour teil.

## Erfolge und Auszeichnungen
- 2003 Aufstieg in die Superliga mit Chimik Woskressensk

## KHL-Statistik
(Stand: Ende der Saison 2016/17)